# 茅向公路
茅向公路（又称「县道540線」、「X540線」）是中國廣東省江门市的一條公路，這條公路在新会境内，起點為古井镇茅步，連接古港公路，終點為沙堆南门大桥，再次連接古港公路，全長27.624公里，大部分路段为双向单线行车。